# 餅乾龜
餅乾龜（學名：Malacochersus tornieri，英文名：Pancake tortoise）又名薄餅龜、非洲軟甲陸龜、扁陸龜、東非薄餅龜、石縫陸龜，原生地於坦桑尼亞和肯亞 ，其名稱來自其扁平的外殼。牠是扁陸龜屬的單屬種。

## 特徵
餅乾龜有一個的扁平外殼，成體龜的外殼長度可達17.8厘米長。其他大多數陸龜的殼骨頭是實心的，餅乾龜外殼的骨頭有許多開口，使得牠們比其他陸龜更輕、更敏捷。甲殼呈棕色，每塊甲也會有黃色的放射紋，幫助了牠們在自然乾燥的棲息地下偽裝。腹甲呈淡黃色，亦會有深褐色、淺黃色放射線，頭部、四肢和尾巴是黃棕色的。由於餅乾龜的外殼呈煎餅狀，輪廓十分特別。

## 分佈及棲息地
這是原生於肯亞南部、北部和坦桑尼亞東部的東非物種，由於被引進入口，也有在津巴布韋被發現，同時已在贊比亞也有被發現。餅乾龜通常生活在山坡上的岩石（稱為(南非的)小山 ）、乾旱刺灌叢和稀樹草原 ，海拔從30米到1800米。餅乾龜亦會棲息在索馬里的馬賽植物區系地區，半乾旱叢林、沒藥叢林、短蓋豆木]]的林地或沙漠高地區，低海拔幹薩凡納的小石山。

## 生態和行為
餅乾龜生活在孤單的環境中，會與許多龜共享相同的小山，甚至是縫隙。餅乾龜交配季節在一月和二月，體型較大的雄性會獲得最大的機會與雌性成功交配。在野外，雌性會在七月和八月下蛋，並會在鬆散的砂土挖一個約7.5至10厘米深的窩。通常雌性只會在同一時間下一隻蛋，但雌性可以在一個季節內產下多隻蛋，每隔四到八週便有可能再生蛋。人工飼養的環境下，蛋的孵化需時四至六個月。野生和圈養的個體經常曬太陽，雖然他們似乎並沒有冬眠 ，但有報告說，牠們可以在平坦的岩石下方度過夏天最熱的月份。

## 威脅和保育
餅乾龜最大威脅是棲息地破壞和過度捕捉。 獨特的外觀和行為提高牠們對私人收藏的吸引力，導致其過度被捕捉。由於這種龜的繁殖率低，原有數量可能需要很長的時間來恢復。餅乾龜適宜的生境是不常見的，棲息地的破壞會加劇其數量下跌問題。在肯亞，受到威脅是由於農業的發展。
在1981年，肯亞禁止出口餅乾龜，除非獲得環境和自然資源部長書面許可。坦桑尼亞亦於1974年對保護餅乾龜下達野生動物保護令，在塞倫蓋蒂國家公園內受保護。「瀕危野生動植物種國際貿易公約」限制了餅乾龜的出入口。在1988年，歐盟禁止進口的餅乾龜，但與歐盟成員國的貿易仍在繼續，幾個國家仍然繼續進口餅乾龜。餅乾龜現時已被圈養繁殖的，現在己在歐洲動物園中進行育種計劃。然而，現時亦未有足夠的商業養殖業務以供應市場需求。餅乾龜不會努力尋找的食物，牠們只會伸出頭，懶洋洋地在自己周圍的草地和植物覓食。
白天，這種小的爬行動物，喜歡在陽光下鋪設約在一個多岩石的封閉區域，像一個堡壘一樣，以避開危險。

## 圖集

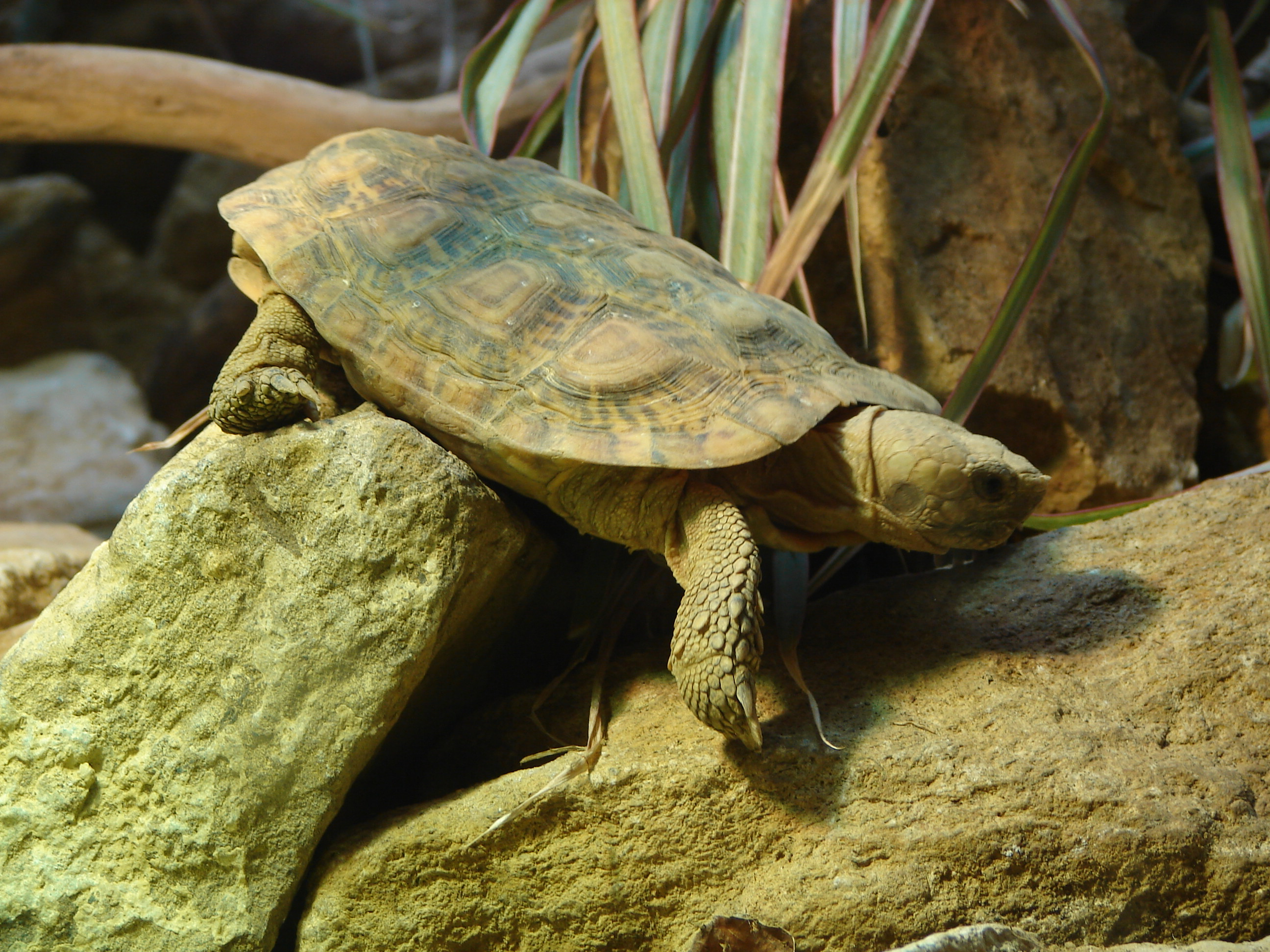
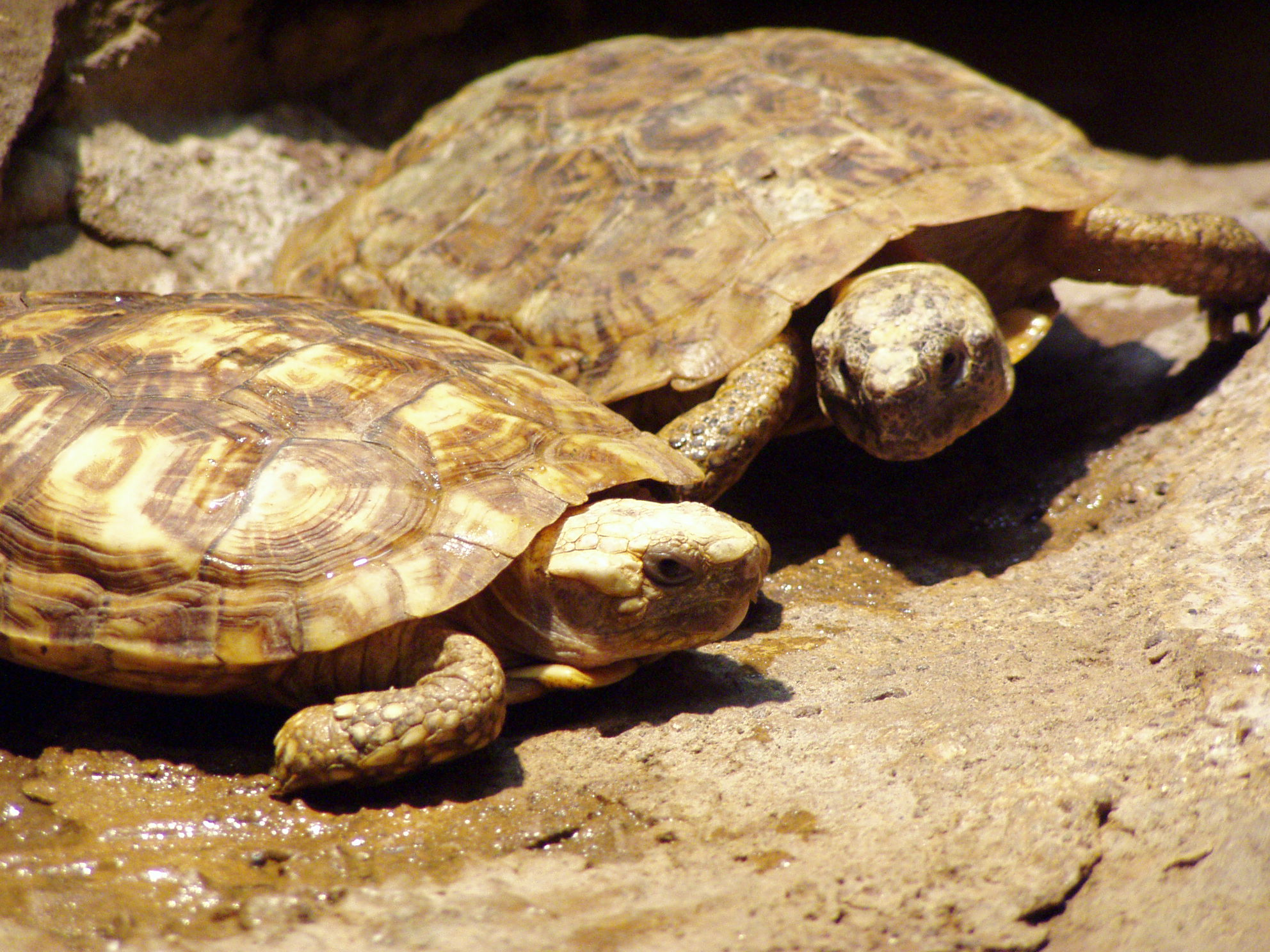